# Aeroporto de Nieuw Nickerie
O Aeroporto de Nieuw Nickerie é uma aeroporto regional localizado na cidade de Nieuw Nickerie, situada no noroeste no Suriname. Atualmente o aeroporto de servido pela Paramaribo Taxi Aereo.

## Companhinhas Aéreas e destinos
- Surinam Airways (acordo codeshare com a Paramaribo Taxi Aereo)
- Paramaribo - Aeroporto Internacional Johan Adolf Pengel